# Lapis Satricanus

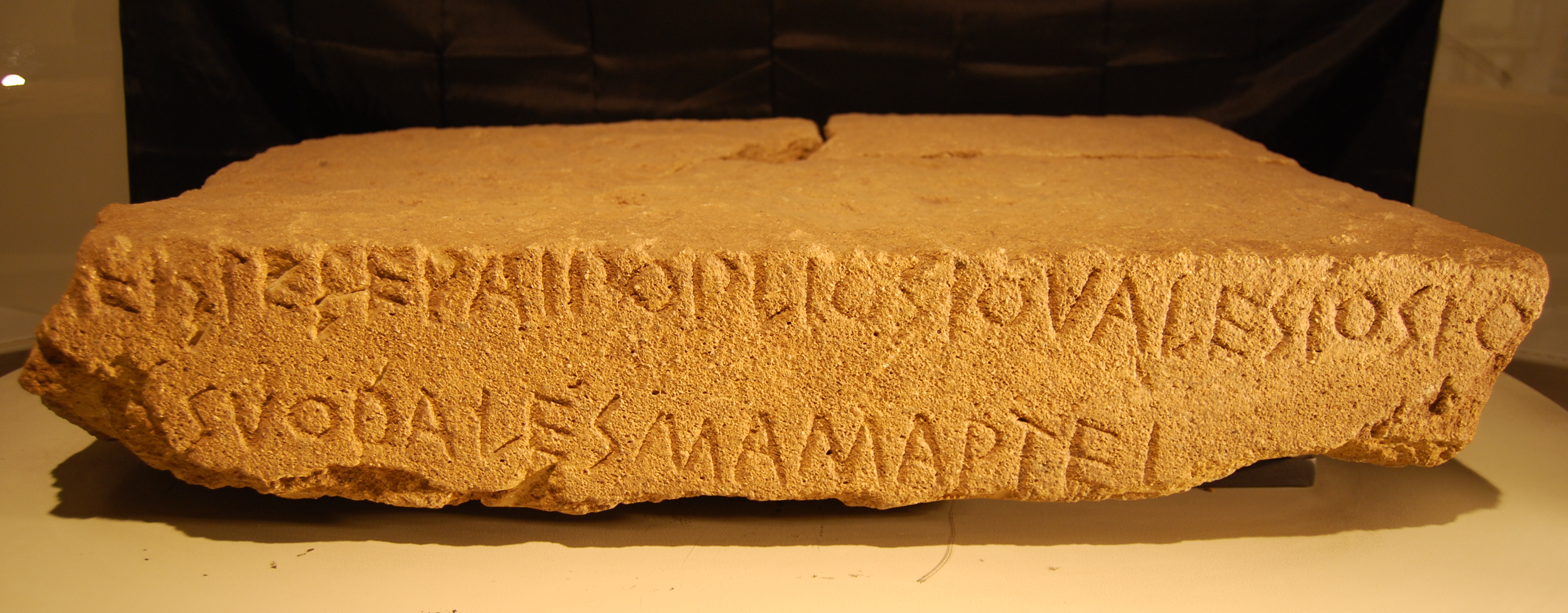
Lapis Satricanus

Der Lapis Satricanus, oder „Stein von Satricum“, ist ein gelber Stein mit Inschrift, der in den Ruinen des antiken Satricum, heute Le Ferriere, Ortsteil von Latina (41° 31′ N, 12° 45′ O) 1977 von Conrad M. Stibbe gefunden wurde. Er wurde dort im Fundament eines Tempels für Mater Matuta wiederverwendet. Er wird in das späte 6. bis frühe 5. Jahrhundert v. Chr. datiert.
Seine Inschrift lautet:
(?)IEI STETERAI POPLIOSIO VALESIOSIO SVODALES MAMARTEI
Diese kann übersetzt werden mit: „Die (?) widmeten dies, als Begleiter von Publius Valerius, dem Mars.“
Mit „Popliosio Valesiosio“ (Genitiv) ist wahrscheinlich der römische Senator Publius Valerius Poplicola gemeint.
Die Inschrift ist in Frühlatein oder einem ihm ähnelnden Dialekt geschrieben. Sie ist wichtig für die indogermanistische Sprachvergleichung, da sie den einzigen lateinischen Beleg für die Genitivendung „-osio“ der thematischen Nominalflexion darstellt. Das spätere Latein hat „î“ als Endung dieses Falls. Aus dem Vergleich mit anderen altitalischen Sprachen, mit dem Griechischen und dem Sanskrit ergibt sich jedoch, dass die ursprüngliche Endung -osio lautete.